# NADPH:quinone réductase
La NADPH:quinone réductase est une oxydoréductase qui catalyse la réaction :
NADPH + H+ + 2 quinone  {\displaystyle \rightleftharpoons }  NADP+ + 2 semiquinone.
Cette enzyme est abondante dans le cristallin de l'œil des mammifères, où elle est identifiée à la cristalline ζ (zêta),,,.